# 奥列格·科托夫
奥列格·瓦莱里耶维奇·科托夫（俄语：Оле́г Вале́риевич Ко́тов，羅馬化：Oleg Valerievich Kotov，1965年10月27日—）是一位俄罗斯宇航员，是俄罗斯第100位宇航员，世界第452位宇航员。他曾三次前往太空，六次进行舱外活动。

## 宇航员生涯

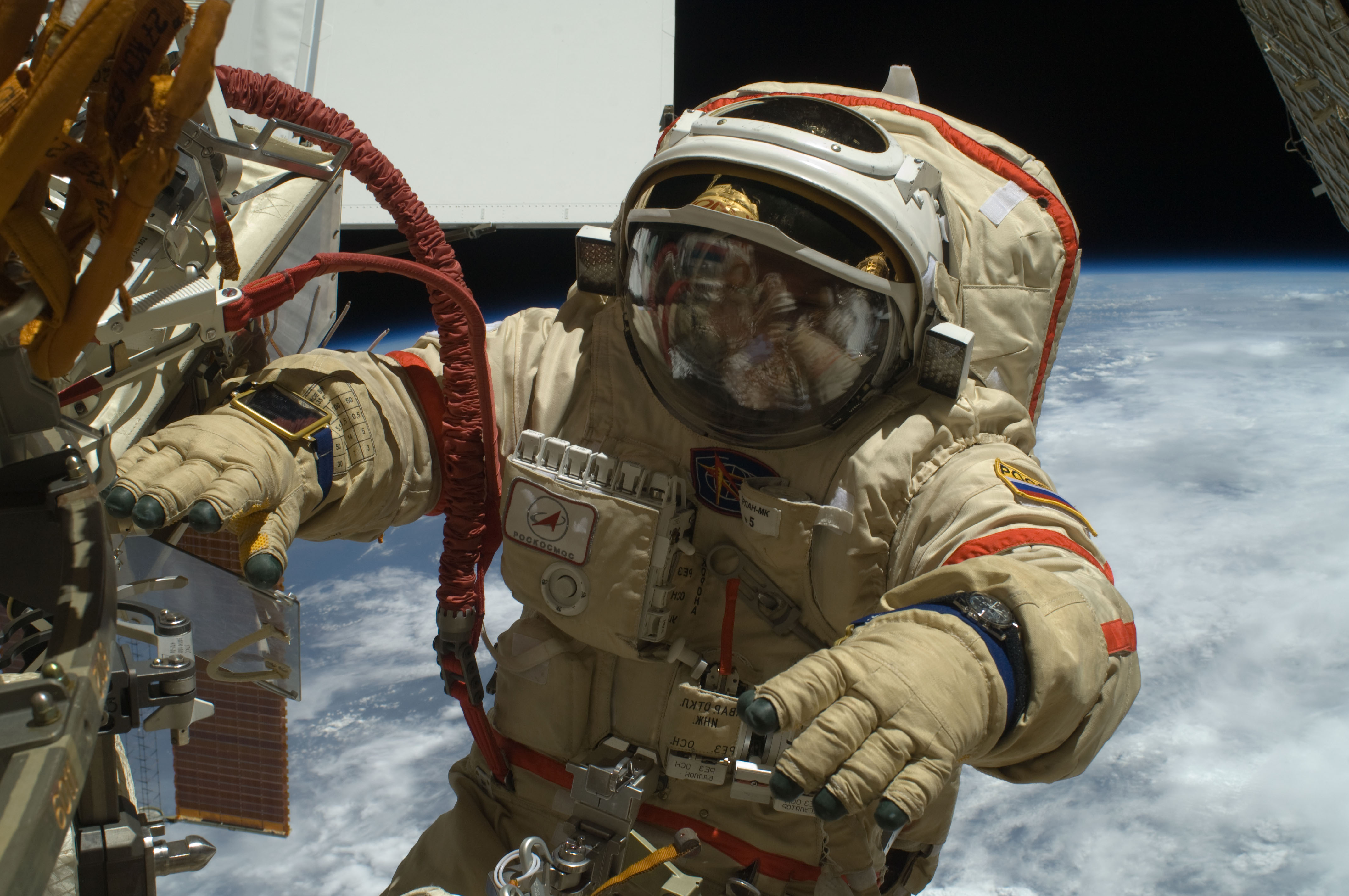
远征22中在舱外活动

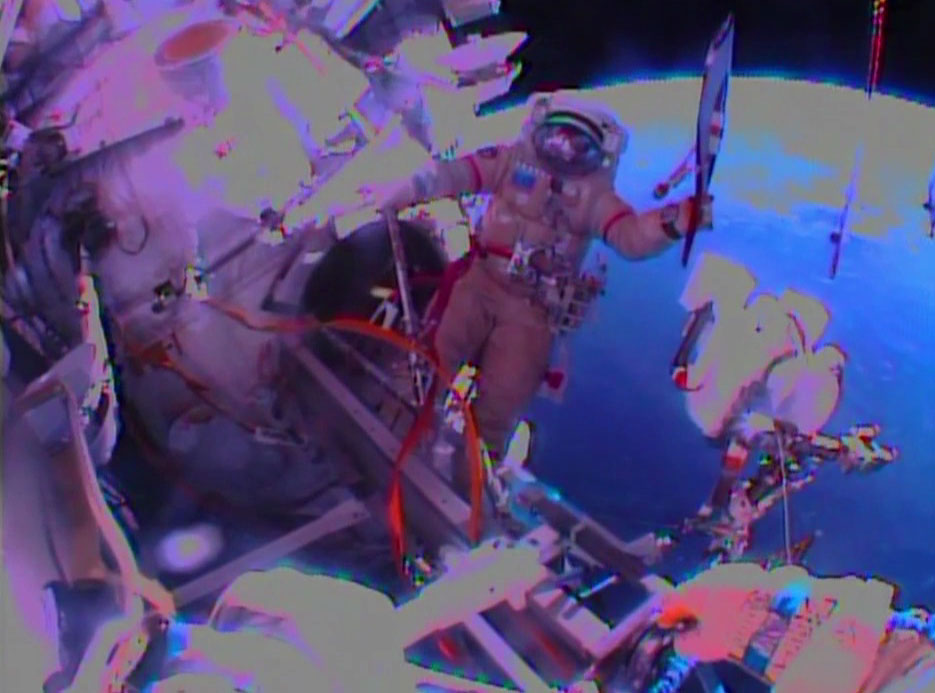
远征37中在舱外活动携带奥运火炬

奥列格·科托夫1965年10月27日出生于苏联乌克兰苏维埃社会主义共和国克里米亚州辛菲罗波尔，1982年进入基洛夫军事医学科学院，1988年毕业后，然后在加加林宇航员培训中心担任助理主任医师。1996年成为宇航员队伍候选人，然后接受了太空训练，期间在卡恰高级军事航空学校学习。1998年8月，奥列格·科托夫担任了联盟TM-18任务后备机组的研究宇航员（作为尤里·米哈伊洛维奇·巴图林的后备）。
远征15
2007年4月7日，奥列格·科托夫以指令长身份与俄罗斯宇航员费奥多尔·尤尔奇欣、太空游客查尔斯·西蒙尼搭乘联盟TMA-10升空，4月9日与国际空间站曙光号功能货舱对接，执行远征15任务，期间进行了两次舱外活动，10月21日与尤尔奇欣、马来西亚宇航员谢赫·穆扎法尔·舒库尔返回地球。
远征22/23
2009年12月20日，奥列格·科托夫以指令长身份与美国宇航员蒂莫西·克里默、日本宇航员野口聪一搭乘联盟TMA-17升空，12月22日与国际空间站曙光号功能货舱对接，执行远征22/远征23任务，期间进行了一次舱外活动，2010年6月2日返回地球。
远征37/38
2013年3月，奥列格·科托夫担任联盟TMA-08M任务后备机组指令长。
2013年9月25日，奥列格·科托夫以指令长身份与俄罗斯宇航员谢尔盖·梁赞斯基、美国宇航员迈克尔·霍普金斯搭乘联盟TMA-10M升空，次日与国际空间站探索号实验舱对接，执行远征37/远征38任务，期间进行了三次舱外活动，在其中第一次舱外活动中和梁赞斯基携带了索契冬奥会奥运火炬，这也是奥运会火炬第一次进入太空。2014年3月11日返回地球。
2016年3月，奥列格·科托夫离开宇航员队伍，担任一个新的载人任务研究中心的主任。2018年被任命为俄罗斯科学院生物医学问题研究所副所长。

### 太空任务总计
| # | 往返载具    | 发射时间（UTC）        | 任务代号  | 着陆时间（UTC）        | 时长总计     | 舱外活动次数 | 舱外活动时长 |
| - | ----------- | ---------------------- | --------- | ---------------------- | ------------ | ------------ | ------------ |
| 1 | 联盟TMA-10  | 2007年4月7日17时31分   | 远征15    | 2007年10月21日10时35分 | 196日17时4分 | 2            | 11时3分      |
| 2 | 联盟TMA-17  | 2009年12月20日21时52分 | 远征22/23 | 2010年6月2日3时24分    | 163日5时32分 | 1            | 5时44分      |
| 3 | 联盟TMA-10M | 2013年9月25日20时58分  | 远征37/38 | 2014年3月11日3时24分   | 166日6时25分 | 3            | 20时5分      |
|   |             |                        |           |                        | 526日5时1分  | 6            | 36时52分     |

太空行走统计
| #      | 日期（UTC）    | 同伴              | 持续时长 |
| ------ | -------------- | ----------------- | -------- |
| 1      | 2007年5月31日  | 费奥多尔·尤尔奇欣 | 5时25分  |
| 2      | 2007年6月6日   | 费奥多尔·尤尔奇欣 | 5时38分  |
| 3      | 2010年1月14日  | 马克西姆·苏拉耶夫 | 5时44分  |
| 4      | 2013年11月9日  | 谢尔盖·梁赞斯基   | 5时50分  |
| 5      | 2013年12月27日 | 谢尔盖·梁赞斯基   | 8时7分   |
| 6      | 2014年1月27日  | 谢尔盖·梁赞斯基   | 6时8分   |
| 总时长 | 总时长         | 总时长            | 36时52分 |

## 荣誉
- 俄罗斯联邦英雄和俄罗斯联邦宇航员
- 三级祖国功勋勋章（2015年8月22日）
- 四级祖国功勋勋章（2010年10月30日）
- 军功勋章 (俄罗斯联邦)（俄语：Орден «За военные заслуги» (Россия)）（2000年）
- 一级和二级军事英勇奖章（俄语：Медаль «За воинскую доблесть» (Минобороны)）
- 一级、二级和三级军队优异服役奖章（俄语：Медаль «За отличие в военной службе» (Минобороны)），空军服役奖章（俄语：Медаль «За службу в Военно-воздушных силах»）
- 太空飞行奖章（NASA）
- 杰出公共服务奖章（英语：NASA Distinguished Public Service Medal）（NASA）
- 辛菲罗波尔名誉市民（2017年）